# Jack Kerouac
Jack Kerouac (pronunciat AFI: ['kɛruæk] en anglès, AFI: [ker'wak] en francès) (Lowell, Massachusetts, 12 de març del 1922 - St. Petersburg, Florida, 21 d'octubre del 1969) fou un novel·lista i poeta estatunidenc, membre del que s'anomena «generació beat».

## Biografia
El seu nom veritable era Jean-Louis Lebris de Kérouac (com s'anomenava ell mateix) o més simplement Jean-Louis Kérouac, fill de quebequesos emigrats. No va aprendre a parlar anglès fins a sis anys. Jack Kerouac aviat va destacar com a esportista practicant futbol americà, i obtingué una beca per a la Universitat de Colúmbia de Nova York. Malgrat això, una lesió a la cama i una baralla amb el seu entrenador van frustrar la seva carrera, raó per la qual es va enrolar a la marina mercant. Quan estava a terra, escrivia constantment.
Es va instal·lar a la ciutat de Nova York, on va conèixer els altres membres de la generació beat, com Allen Ginsberg, Neal Cassady i William S. Burroughs.
Va passar diversos anys a mirar de trobar un estil propi, que finalment va anomenar prosa espontània o kickwriting. Quan li demanaven el seu parer sobre l'escriptura, no s'esforçava a fer diferències entre la prosa i la poesia. Sostenia que les seves idees s'aplicaven tant a l'un com a l'altre gènere; l'espontaneïtat com a mètode traspassava els límits de les formes de l'escriptura. Li agradava de dir que, quan estava treballant en una novel·la, cada paràgraf era un poema dintre d'un text estès que surava en el mar de la llengua anglesa.
La fama no li va provar, ja que Kerouac, tímid i eixelebrat, tenia el costum de presentar-se begut a les entrevistes per a veure de passar el difícil tràngol d'explicar la mística de les novel·les que havia escrit molts anys enrere i que ningú no havia gosat publicar.
Va morir a quaranta-set anys a causa d'un vessament intern, producte d'una cirrosi.

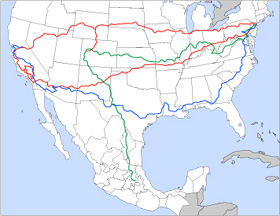
Viatges de Jack Kerouac a través d'Amèrica

## Obres
Les seves obres més famoses són:
- On the Road (1957) (traducció catalana: A la carretera, ISBN 978-84-16804-81-8)
- The Subterraneans (Els subterranis, 1958)
- Dharma Bums (1958) (traducció catalana: Els pòtols místics, ISBN 978-84-18558-39-9)
- Big Sur (1962)
- Vanity of Duluoz (La vanitat dels Duluoz, 1968)

## Llegat
Kerouac i les seves obres literàries van tenir un gran impacte en la música rock popular dels anys 60. Artistes com Bob Dylan, The Beatles, Patti Smith, Tom Waits, Grateful Dead i The Doors atribueixen a Kerouac una influència significativa en la seva música i estils de vida. Això és especialment així amb els membres de la banda The Doors, Jim Morrison i Ray Manzarek, que citen Jack Kerouac i la seva novel·la On the Road com una de les grans influències de la banda. En el seu llibre Light My Fire: My Life with The Doors, Ray Manzarek, teclista de The Doors, va escriure «Suposo que si Jack Kerouac mai hagués escrit On the Road, The Doors no hauria existit mai».
La banda de rock alternatiu 10.000 Maniacs va escriure una cançó amb el seu nom, Hey Jack Kerouac al seu àlbum de 1987 In My Tribe. El grup de hip-hop els Beastie Boys esmenten Kerouac a la seva cançó de 1989, 3-Minute Rule, de l'àlbum Paul's Boutique. La cançó de Barenaked Ladies del 2000, Baby Seat, de l'àlbum Maroon, fa referència a Kerouac.
Com ha escrit el crític Juan Arabia amb relació a l'obra i el rock 'n' roll de Kerouac:
| « | Per reivindicar l'avenç cultural, ideològic i estètic de l'obra de Kerouac i la seva rellevància –i la gènesi del rock 'n' roll– primer cal entendre els orígens del jazz i les seves derivacions. Les primeres formes de jazz es van formar a Nova Orleans a partir d'una barreja de blues, cançons de treball, marxes, música africana i europea. El bop, la forma de jazz que més va influir en Kerouac, va ser creat per músics afroamericans als soterranis de Nova York entre 1941 i 1945. El bop va sorgir com a reacció a la percepció de robatori musical perpetrat pels artistes blancs (per exemple, Benny Goodman i la seva banda de swing) en un intent de recuperar la propietat cultural de la comunitat negra que havia informat tots els gèneres musicals populars. Sempre hi ha hagut un intercanvi d'idees i formes musicals entre comunitats blanques i negres. Per exemple, Elvis canta cançons de gospel i blues i country blancs i alguns artistes de rock n' roll negre canten d'una manera similar a Elvis o prenen prestats elements de la música o el folk europeu. El rock n' roll agafa elements del blues, el country-western, el boogie i el jazz. Aquest és l'escenari que envolta el desenllaç de l'obra de Kerouac. És l'any 1948 que acaba la seva primera novel·la, El poble i la ciutat; molt poc després va arribar el naixement –i la seva explosió de popularitat als anys 50– del rock 'n' roll. | » |

El 1974, Allen Ginsberg i Anne Waldman van obrir en el seu honor la Jack Kerouac School of Desembodied Poetics a la Universitat Naropa, una universitat budista privada de Boulder, Colorado. L'escola ofereix una llicenciatura en escriptura i literatura, MFA en escriptura i poètica i escriptura creativa i un programa d'escriptura d'estiu.
De 1978 a 1992, Joy Walsh va publicar 28 números d'una revista dedicada a Kerouac, Moody Street Irregulars.

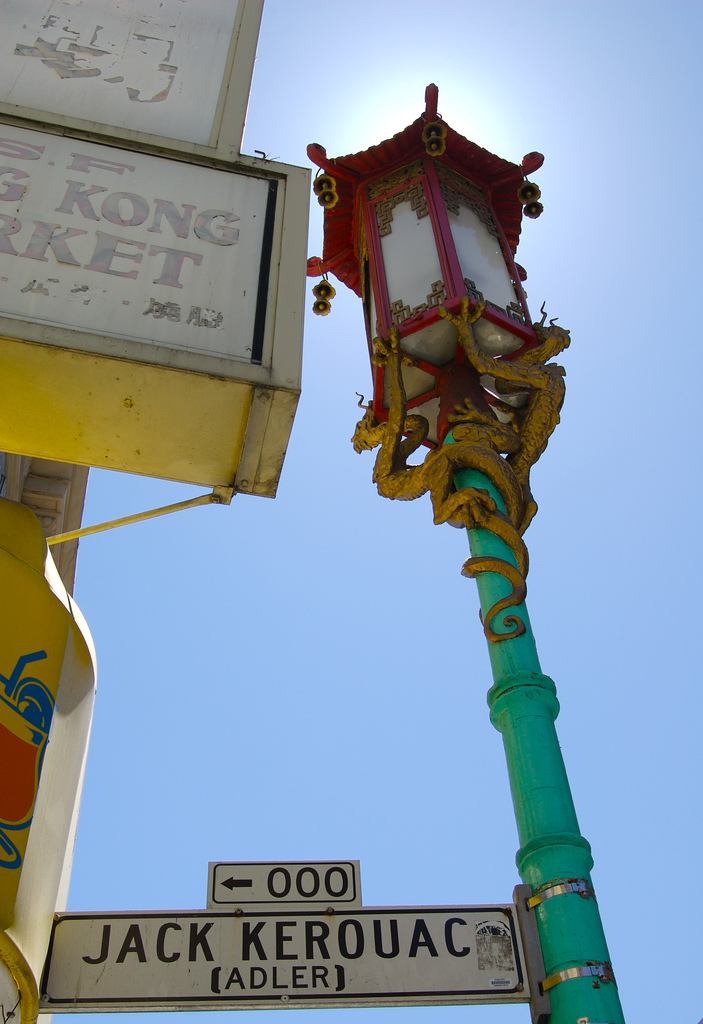
Jack Kerouac Alley a Chinatown, San Francisco

Els orígens francocanadencs de Kerouac van inspirar un docudrama del National Film Board of Canada de 1987, Jack Kerouac's Road: A Franco-American Odyssey, dirigit per la poeta acadiana Herménégilde Chiasson. Altres homenatges al Canadà francès són la biografia de 1972 del novel·lista Victor-Lévy Beaulieu Jack Kérouac (essai-poulet), traduïda com a Jack Kerouac: un pollastre-assaig, la segona d'una sèrie d'obres de Beaulieu sobre els seus avantpassats literaris, i dues cançons. que van sortir amb pocs mesos l'un de l'altre el 1987 i el 1988: Sur la route de Pierre Flynn, i L'ange vagabond de Richard Séguin.
A mitjans de la dècada del 1980, Kerouac Park es va situar al centre de Lowell, Massachusetts .
Un carrer, Jack-Kerouac, porta el seu nom a la ciutat de Quebec, així com al poble de Kerouac, Lanmeur, Bretanya. El 2010 es va establir un festival anual de Kerouac a Lanmeur. A la dècada del 1980, la ciutat de San Francisco va batejar un carrer de sentit únic, Jack Kerouac Alley, en el seu honor al barri xinès.
El personatge Hank de la pel·lícula Naked Lunch de David Cronenberg de 1991 es basa en Kerouac.
Kerouac va aparèixer a la campanya de 1993 Who Wore Khakis de la marca de roba Gap, utilitzant una foto en blanc i negre del poeta presa el 1958 a Greenwich Village.

El 1997, la casa de Clouser Avenue on es va escriure The Dharma Bums va ser comprada per un grup sense ànim de lucre de nova creació, The Jack Kerouac Writers in Residence Project d'Orlando, Inc. Aquest grup ofereix oportunitats als aspirants a escriptors de viure a la mateixa casa. en què es va inspirar Kerouac, amb habitació i menjar coberts durant tres mesos. El 1998, el Chicago Tribune va publicar una història del periodista Oscar J. Corral que descrivia una disputa legal a foc lent entre la família de Kerouac i l'executor de la propietat de la filla Jan Kerouac, Gerald Nicosia. L'article, citant documents legals, mostrava que la propietat de Kerouac, per valor de 91 dòlars en el moment de la seva mort, tenia un valor de 10 dòlars. milions el 1998.
El 2005, Kerouac va ser esmentat al senzill Nolwenn Ohwo! de la cantautora pop francesa Nolwenn Leroy, publicat al seu àlbum Histoires Naturelles .
El 2007, Kerouac va rebre pòstumament el títol de Doctor honoris causa en Lletres per la Universitat de Massachusetts Lowell.
El 2009 es va estrenar la pel·lícula One Fast Move or I'm Gone - Kerouac's Big Sur. Fa una crònica del moment de la vida de Kerouac que va portar a la seva novel·la Big Sur, amb actors, escriptors, artistes i amics propers donant la seva visió del llibre. La pel·lícula també descriu les persones i els llocs en què Kerouac va basar els seus personatges i escenaris, inclosa la cabana de Bixby Canyon. Un àlbum publicat per acompanyar la pel·lícula, One Fast Move or I'm Gone, compta amb Benjamin Gibbard (Death Cab for Cutie) i Jay Farrar (Son Volt) interpretant cançons basades en el Big Sur de Kerouac.

El 2010, durant el primer cap de setmana d'octubre, es va celebrar el 25è aniversari del festival literari Lowell Celebrates Kerouac al lloc de naixement de Kerouac, Lowell, Massachusetts. Va comptar amb visites a peu, seminaris literaris i actuacions musicals centrades en l'obra de Kerouac i la de la Beat Generation.
A la dècada de 2010, hi va haver un augment de pel·lícules basades en la Beat Generation. Kerouac ha estat representat a les pel·lícules Howl i Kill Your Darlings. El 2012 es va estrenar internacionalment una versió cinematogràfica de On the Road, dirigida per Walter Salles i produïda per Francis Ford Coppola. El cineasta independent Michael Polish va dirigir Big Sur, basat en la novel·la, amb Jean-Marc Barr com a Kerouac. La pel·lícula es va estrenar el 2013.
Una espècie de vespa platygastrid de l'Índia que és forètica a les llagostas porta el seu nom com a Mantibaria kerouaci.
L'octubre de 2015, un cràter del planeta Mercuri va rebre el seu nom en el seu honor.
Els Cadets Drum and Bugle Corps van basar la seva producció del 2022 Rearview Mirror a partir dels viatges de Kerouac per Amèrica i la seva novel·la A la carretera.
La cançó de Dierks Bentley del 2023 Walking Each Other Home s'obre amb la lletra Kerouac em va donar un llibre de poemes.

## Kerouac en la cultura popular
| «                                                                                 | Kerouac ens parlava en una literatura –que, cal no oblidar-ho, era una forma de vida– plena de gargots i notes frenètiques, d'infinituds i visions, d'ingènues santedats i d'imatges, salvatge, sense límits, al·lucinada, com un film de mots, escrita originalment sense punts ni comes, com una cascada («no escriuen –deia Truman Capote–, fan petar la màquina»). I si a casa nostra no hi va haver ningú que escrivís llibres a la seva manera, sí que van adoptar la seva tècnica –amb barreges i influències surrealistes– els músics pop. Les lletres de gran nombre de cantants i les seves declaracions escrites tenen molt d'aquells sobresalts visionaris dels quals ens parlava Kerouac. | » |
| — Jaume Vallcorba Plana, en un article a la revista Els Marges, publicat el 1976. | |   |